# Liste der Kulturgüter in Vallorbe
Die Liste der Kulturgüter in Vallorbe enthält alle Objekte in der Gemeinde Vallorbe im Kanton Waadt, die gemäss der Haager Konvention zum Schutz von Kulturgut bei bewaffneten Konflikten, dem Bundesgesetz vom 20. Juni 2014 über den Schutz der Kulturgüter bei bewaffneten Konflikten sowie der Verordnung vom 29. Oktober 2014 über den Schutz der Kulturgüter bei bewaffneten Konflikten unter Schutz stehen.
Objekte der Kategorien A und B sind vollständig in der Liste enthalten, Objekte der Kategorie C fehlen zurzeit (Stand: 1. Januar 2023).

## Kulturgüter
| Foto |                                                                                     | Objekt                                                                                                 | Kat. | Typ | Standort                                  | Beschreibung |
| ---- | ----------------------------------------------------------------------------------- | --- | ---- | --- | ----------------------------------------- | --- |
| ja   | Datei hochladen · Wikidata zu Bahnhof Vallorbe (Q3097934)                           | Internationaler Bahnhof Vallorbe / Gare internationale de Vallorbe KGS-Nr.: 06513                      | A    | G   | Rue de la Gare 1 518336 / 174019          | Umfasst Empfangsgebäude, schweizerisches und französisches Zollgebäude, Tunnelportal sowie Vorbereitungs- und Rangierbereich für Dampflokomotiven mit Schlackengrube, Kohleplattform, Wasserkran und Drehbrücke. |
| ja   | Datei hochladen · Wikidata zu Eisen- und Eisenbahnmuseum (Q1311229)                 | Eisen- und Eisenbahnmuseum / Musée du fer et du chemin de fer KGS-Nr.: 10687                           | B    | S   | Rue des Grandes-Forges 11 519082 / 174001 | |
| ja   | Datei hochladen · Wikidata zu Artilleriewerk Pré-Giroud (Q3078221)                  | Museum der Festung Pré-Giroud / Musée du Fort de Pré-Giroud KGS-Nr.: 14753                             | B    | S   | Le Rosay 521399 / 173567                  | |
| BW   | Datei hochladen · Wikidata zu (Q29891572)                                           | Villa von Henri Grobet / Villa d’Henri Grobet KGS-Nr.: 14754                                           | B    | G   | Rue du Tercasset 30 518755 / 174164       | |
| ja   | Datei hochladen · Wikidata zu Ehemalige Uhrenzeigerfabrik Universo S.A. (Q29891570) | Ehemalige Uhrenzeigerfabrik Universo S.A. / Ancienne fabrique d’aiguilles Universo S.A. KGS-Nr.: 14755 | B    | G   | Chemin de la Foulaz 5, 7 519480 / 174063  | |